# Astor Piazzolla

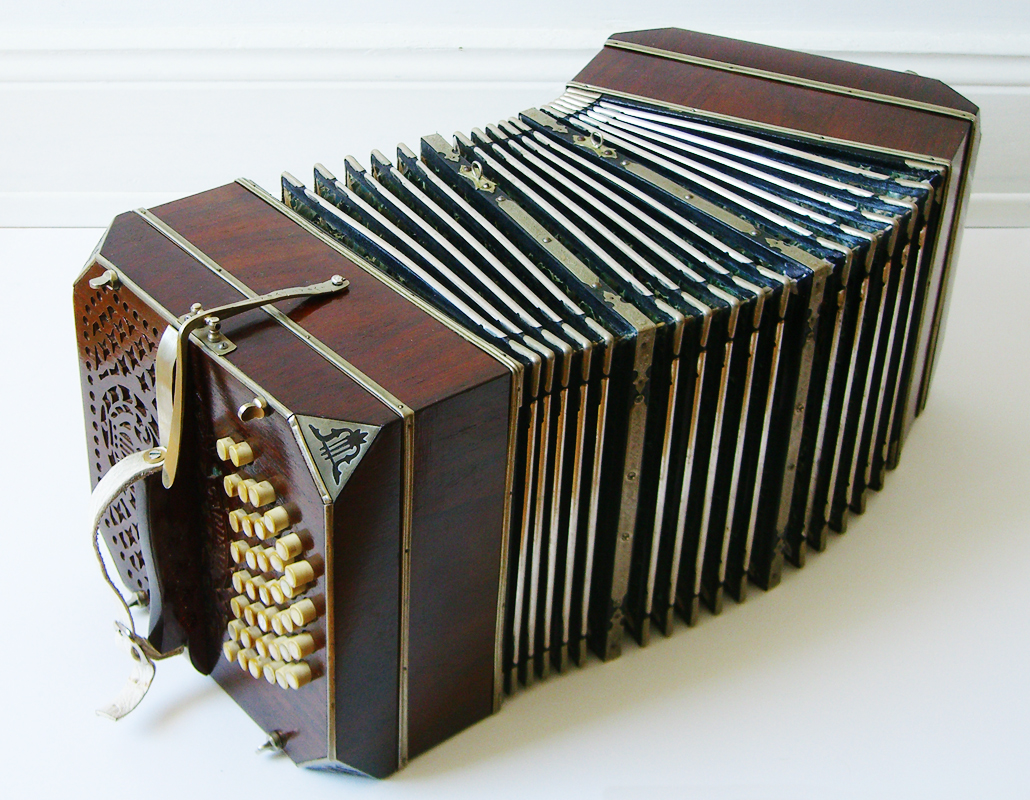
Bandoneon

Astor Piazzolla (Mar del Plata, 11 maart 1921 – Buenos Aires, 4 juli 1992) was een Argentijns tanguero (tangomuzikant), bandoneonist en componist. Zijn nieuwe tangobenadering zorgde voor een vernieuwing van de Tango. Piazzolla was een controversiële figuur op muzikaal en politiek vlak.
Tot zijn bekendste werken behoren onder meer Libertango, Oblivión en Adiós Nonino. Over dit laatste werk wordt gezegd dat hij in de VS per telefoon te horen kreeg dat zijn vader was overleden. Piazzolla zou zich toen op zijn kamer hebben teruggetrokken en al improviserend op zijn piano dit lied hebben gecomponeerd. "Adiós Nonino" betekent zoveel als "Vaarwel lieve opa". 

## Biografie

### Opleiding
Astor Pantaleón Piazzolla werd op 11 maart 1921 in de kustplaats Mar del Plata in Argentinië geboren. Hij was enig kind van Vicente Piazzolla en Asunta Mainetti. In 1925 verhuisde de familie naar New York, waar zij tot 1936 woonden.
In 1929, toen Piazzolla 8 jaar oud was, gaf zijn vader hem zijn eerste bandoneon. Hij studeerde een jaar bandoneon bij Andrés d'Aquila, met wie hij zijn eerste opname maakte, Marionette Spagnol.
In 1933 studeerde hij bij de Hongaarse pianist Béla Wilda, leerling van Sergej Rachmaninov, over wie Piazzolla later zei: "Bij hem leerde ik Bach waarderen." Kort daarna ontmoette hij de beroemde tangozanger Carlos Gardel, die later een goede vriend van de familie werd. Piazzolla kreeg een rol als krantenjongen in de film El día que me quieras, waarin Carlos Gardel de hoofdrol had.
In 1936 keerde Piazzolla terug naar Mar del Plata, waar hij in een aantal tango-orkesten meespeelde en in contact kwam met Elvino Vardaro. Hij hoorde Vardaro's sextet op de radio; Vardaro werd later Piazzolla's violist. De originele manier waarop Vardaro de tango benaderde, raakte Piazzolla en hij werd een bewonderaar van Vardaro. Daarop besloot Piazzolla, die toen 17 jaar was, naar Buenos Aires te verhuizen.
In Buenos Aires speelde hij bij een aantal tweederangs tango-orkesten tot 1939, tot hij zich realiseerde dat hij eigenlijk bij het orkest Aníbal Troilo y su Orquesta Típica wilde spelen. Dit orkest was een van de grootste tango-orkesten van die tijd en Troilo werd als een van de beste bandoneonspelers beschouwd. 
Om een hoger muzikaal niveau te bereiken nam Piazzolla in 1941 les bij Alberto Ginastera. Later, in 1943, studeerde hij piano bij Raul Spivak. In 1942 trouwde hij met Dede Wolff. Samen kregen zij twee kinderen, Diana en Daniel. Het orkest van Troilo speelde de werken van Piazzolla, maar moest ze grondig arrangeren om ze dansbaar te maken, aangezien men Piazzolla's muziek als van een 'te hoog niveau' ervoer.

### Eigen orkest
In 1943 sloeg Piazzolla de klassieke weg in met Suite para Cuerdas y Arpas en in 1944 ging hij weg bij Troilo's orkest om een orkest te gaan leiden waar Francisco Fiorentino bij zat. Hij speelde twee jaar samen met Fiorentino en vormde daarna zijn eerste eigen orkest, dat na nog geen drie jaar uiteenviel. Met dit orkest volgde hij zijn creatieve impulsen en ontwikkelde hij een dynamische en harmonische toets. Deze benadering van de tango door Piazzolla was moderner en anders, en veroorzaakte de eerste controversen met de traditionele tangueros.
In 1946 componeerde hij El Desbande, wat Piazzolla als zijn eerste officiële tango beschouwde, en kort daarna begon hij filmmuziek te schrijven.
In 1949 vond hij dat het tijd werd om te stoppen met het orkest en de bandoneon, en hij stopte bijna helemaal met tango. Hij zocht iets anders, een ander doel. Hij ging voort met het bestuderen van Béla Bartók en Igor Stravinsky, hij studeerde orkestdirectie bij Hermann Scherchen en hij luisterde veel naar jazz. Zijn zoektocht naar een eigen stijl obsedeerde hem, hij verlangde naar iets anders dat niets met tango te maken had. Alles werd een rommeltje en Piazzolla besloot om de bandoneon te laten vallen en zich aan muziekstudie te wijden. Hij was toen 28 jaar oud.

### Eigen weg
Tussen 1950 en 1954 componeerde hij een serie werken die conceptueel duidelijk anders waren dan de tango van dat moment. Dit definieerde verder zijn unieke stijl met als resultaat onder andere de stukken Para lucirse, Tanguango, Prepárense,  Contrabajeando, Triunfal  en Lo que vendrá.
In 1953 introduceerde hij het werk Buenos Aires (drie symfonische delen) - gecomponeerd in 1951 - voor de Fabien Sevitzky-wedstrijd. Piazzolla won de eerste prijs en zijn werk werd in de Facultad de Derecho van Buenos Aires gespeeld door het symfonisch orkest Radio del Estado met de toevoeging van twee bandoneons gedirigeerd door Sevitzky zelf. Alles liep goed, tot er aan het einde van het concert een vechtpartij uitbrak. Het publiek was het er niet mee eens dat de waardigheid van de bandoneon werd afgenomen, door in een symfonieorkest te worden ondergebracht.
Een van de prijzen die Piazzolla met de Fabien Sevitzky-wedstrijd won, was een studiebeurs van de Franse regering. Daarmee ging hij in 1954 in Parijs bij Nadia Boulanger studeren, die hij als de beste muziekdocente ter wereld van die tijd beschouwde. Bij Boulanger probeerde Piazzolla zijn tangoverleden en zijn bandoneonwerken te verbergen, denkend dat zijn bestemming in de klassieke muziek lag. Dit misverstand werd vlug uit de wereld geholpen toen hij bij Boulanger zijn hart luchtte en hij voor haar zijn tango Triunfal voorspeelde. Van haar kreeg hij een mooie aanbeveling: "Astor, uw klassieke stukken zijn goed geschreven, maar de ware Piazzolla is hier. Laat hem nooit achter."

### Bandoneon
Na deze periode volgde Piazzolla de raad van Boulanger op en keerde terug naar de tango en naar zijn instrument, de bandoneon. Vroeger moest hij kiezen tussen tango en andere muziekstijlen, maar vanaf toen combineerde hij deze muziekstijlen. In Parijs componeerde hij een paar tango's voor strijkorkest en begon hij bandoneon staande te spelen (de meeste bandoneonspelers spelen zittend). 
Toen Piazzolla naar Argentinië terugkeerde, zette hij zijn werk met strijkorkesten voort en vormde hij een groep, de Octeto Buenos Aires. Hij combineerde in dit octet twee bandoneons, twee violen, twee contrabassen, een cello en een piano met elkaar, en veroorzaakte daarmee dat zijn werken nu als innovatief beschouwd worden. Hij week af van de klassieke tango, de traditionele bezetting van het orquesta típica  en maakte kamermuziek, muziek zonder een zanger of dansers. Omdat hij hiermee verder ging dan ooit en zich nog meer verwijderde van de traditionele tango, wekte hij de woede van de orthodoxe tangueros, en werd het doelwit van gemene kritiek. Maar Piazzolla was vastberaden en liet zich niet vermurwen. De media en de studio's waren eveneens vastberaden en er ontbrandde een escalerende koude oorlog. In 1958 verliet hij zijn octet en ging terug naar New York.
Tussen 1958 en 1960 werkte hij in de Verenigde Staten, waar hij experimenteerde met jazz-tango, wat slechts afwijzende reacties opleverde. Wel schreef hij daar in 1959 zijn beroemde werk Adiós Nonino ter nagedachtenis aan zijn overleden vader. Toen hij in rouw terugkeerde naar Argentinië, maakte hij de eerste van zijn beroemde kwintetten, die door New Tango werd gespeeld (met een bezetting van bandoneon, viool, contrabas, piano, en elektrische gitaar). Met dit kwintet kon Piazzolla het best zijn gevoelens van dat moment uitdrukken.
In 1963 speelde hij Tres tangos sinfónicos, voor het eerst gedirigeerd door Paul Klecky. In 1965 maakte hij twee van zijn belangrijkste opnames, Piazzolla at the Philharmonic Hall New York en El Tango, gemaakt ter ere van zijn vriendschap met Jorge Luis Borges.
In 1966 ging Piazzolla weg bij Dede Wolff. In 1968 begon hij samen te werken met de dichter Horacio Ferrer, met wie hij de Operita María de Buenos Aires componeerde. Daarmee vond hij een nieuwe stijl uit, het tango-lied. Rond die tijd ging hij ook in zee met Amelita Baltar.
In 1968 ging zijn 'operaatje' María de Buenos Aires in première en voordat het jaar voorbij was, werd deze zo'n 120 keer opgevoerd en op langspeelplaat uitgebracht.
In 1969 componeerde hij met Horacio Ferrer Balada para un loco, voorgedragen op het First Iberoamerican Music Festival, waar hij een tweede plaats bemachtigde. Dit werk zou zijn eerste hit worden.
In 1970 keerde hij terug naar Parijs waar hij met Ferrer El Pueblo Joven componeerde. In hetzelfde jaar vormde hij de groep Conjunto 9, waarmee hij voornamelijk in Buenos Aires en in Italië optrad. Deze groep was Piazzolla's droom. Deze kamermuziekgroep wilde Piazzolla altijd al om zijn gecompliceerde muziek mee uit te voeren. Om economische redenen werd de groep echter gedoemd tot uiteenvallen.

### Conjunto Electrónico
In 1972 speelde Piazzolla voor het eerst in het Teatro Colón in Buenos Aires. In 1973, na een periode waarin hij uitzonderlijk veel werken had geschreven, kreeg hij een hartaanval waardoor hij het wat rustiger aan moest doen. Datzelfde jaar besloot hij naar Italië te verhuizen, waar hij gedurende vijf jaar een serie opnames maakte. De bekendste werd wellicht Libertango, een werk dat ook in Europa beroemd is geworden.
In deze jaren vormde Piazzolla de groep Conjunto Electrónico, een octet dat bestond uit een bandoneon, een piano en/of een elektrische piano, orgel, gitaar, elektrische basgitaar, drums, synthesizer en een viool. Deze groep had niets te maken met de vorige groepen, en velen vonden dat hij meer jazz-rock dan tango speelde, maar Piazzolla zei dat het zijn muziek was, en dat die meer verwant was met de tango dan met jazz-rock.
In 1974 ging Piazzolla weg van Amelita Baltar. Hetzelfde jaar nam hij een prachtige opname op met Gerry Mulligan en een Italiaans orkest, namelijk Summit. Aníbal Troilo stierf in 1975 en Piazzolla maakte in zijn nagedachtenis Suite Troileana , een 4-delig werk. Hij nam het op met Conjuncto Electrónico.
In 1976 ontmoette hij zijn laatste vrouw, Laura Escalada. In december van datzelfde jaar speelde hij een uitzonderlijk concert: 500 motivaciones, speciaal geschreven voor Conjunto Electrónico. In 1977 speelde Piazzolla alweer een gedenkwaardig concert in de Olympia in Parijs, met dezelfde bezetting als voordien, maar met muzikanten die dichter bij rockmuziek stonden. Dit werd de laatste keer dat hij een elektrische groep had. Hij verliet deze stijl, niet omdat hij vond dat Conjunto Electrónico geen goede muziek maakt, maar hij dacht dat de echte Piazzolla daar niet floreerde. In 1978 keerde Piazzolla terug tot zijn kwintet en wijdde zich opnieuw aan kamermuziek en symfonische werken.

### Wereldberoemd
De volgende tien jaar waren de beste wat Piazzolla's populariteit betreft. Hij speelde in Europa, Zuid-Amerika, Japan en de Verenigde Staten. Tot 1990 werkte hij uitsluitend met zijn kwintet, en daarna werkte hij met een sextet, zijn laatste gezelschap. Er zijn veel live-opnames van de concerten uit die periode, voornamelijk op cd.
In 1982 schreef hij Le Grand Tango voor cello en piano, opgedragen aan de Rus Mstislav Rostropovitsj, een van de bekendste cellisten van zijn tijd, en voor het eerst door hem uitgevoerd in 1990 in New Orleans. In juni van het jaar 1983 speelde hij een programma gewijd aan zijn eigen muziek in het Teatro Colón in Buenos Aires, het walhalla van de klassieke muziek in Argentinië. Voor de gelegenheid herschikte hij de groep Conjunto 9 en speelde solo met een symfonisch orkest gedirigeerd door Pedro I. Calderón.
In 1984 speelde hij met de zangeres Milva in de Bouffes du Nord te Parijs en in Wenen met het Quinteto Tango Nuevo waar hij het live-album Live in Wien opnam. Hij speelde in Berlijn en in het theater Vredenburg in Utrecht, waar VPRO-regisseur Theo Uittenbogaard opnamen maakte en hem – tot zijn grote genoegen – liet spelen tegen de achtergrond van de extreem uitvergrote live-projectie van zijn bandoneon
In 1985 werd hij benoemd tot ereburger van Buenos Aires en speelde het concert voor bandoneon en gitaar, Homenaje a Lieja, gedirigeerd door Leo Brouwer in het vijfde Belgische Internationale Gitaarfestival.

### César
In 1986 ontving hij een Cesar-prijs voor de filmmuziek bij El exilio de Gardel en met Gary Burton nam hij Suite for Vibraphone and The New Tango Quintet, live in het Jazz Festival in Montreux in Zwitserland op. In 1987 nam hij met het St. Luke's orkest gedirigeerd door Lalo Schifrin het Concert for Bandoneon en Three Tangos voor bandoneon en orkest op.
Het concert dat plaatsvond in 1987 in Central Park in New York voor een enorm publiek was een verjongende ervaring voor Piazzolla. De stad waar hij zijn kindertijd doorbracht, waar hij in de ban van Bach en de jazz raakte, en waar hij faalde in 1958, had eindelijk aandacht voor zijn muziek. De opnamen, uitgebracht in de V.S. in de late jaren 80, representeerden zijn levensloop en omvatten onder andere Tango Zero Hour, Tango Apasionado, La Camorra, Five Tango Sensations.

### Laatste opname en laatste concert
In 1988, enkele maanden na het opnemen van wat zijn laatste opname met het kwintet (La Camorra) zou zijn, onderging Piazzolla een viervoudige bypassoperatie. Spoedig daarna, vroeg in 1989, vormde hij zijn laatste groep: het Sexteto Nuevo Tango dat uit twee bandoneons, piano, elektrische gitaar, bas en cello bestond. Met deze groep speelde hij in juni 1989 in het Teatro Ópera te Buenos Aires, wat zijn laatste concert in Argentinië zou zijn en daarna begon hij een uitgebreide tour door de V.S., Engeland, Duitsland en Nederland.
Tegen het einde van 1989 verliet Piazzolla zijn groep en ging solo spelen met strijkkwartetten en symfonische orkesten. Op 4 augustus 1990 kreeg hij in Parijs een beroerte. Na bijna twee jaar in coma stierf hij op 4 juli 1992 op 71-jarige leeftijd in Buenos Aires.

### Invloed
Zijn oeuvre, meer dan 1000 werken omvattend, een karakteristieke carrière en een ongetwijfeld Argentijnse smaak beïnvloeden nog steeds muzikanten van alle generaties in de hele wereld. Voorbeelden zijn de violist Gidon Kremer, de cellisten Yo-Yo Ma en Mayke Rademakers het Kronos Quartet, de pianisten Emanuel Ax en Arthur Moreira Lima, de gitarist Al Di Meola, de Nederlandse bandoneonist Carel Kraayenhof, de broers Odair en Sérgio Assad en talrijke kamermuziek- en symfonische orkesten. Zijn carrière werd gekarakteriseerd door zijn esthetisch talent en zijn unieke stijl. In 1981 bereikte Grace Jones een Alarmschijf en de tweede plaats in de Top 40 met I've Seen That Face Before waarbij de muziek van het nummer Libertango werd gebruikt.

## Bekendste werken
- 1968-1970 Tangazo: Variaciones sobre Buenos Aires, voor orkest
  1. Lento
  2. Allegro
  3. Lento
  4. Allegro
  5. Más lento y muy acanyengado
- Adiós Nonino
- Balada para un loco
- Buenos Aires
- Le Grand Tango
- Libertango
- Oblivión
- Romance del Diablo
- Tango apasionado

## Werken voor banda (harmonieorkest)
- Cuatro Estaciones Portenas
- Libertango
- Tango Nro. 1
- Verano porteño
- Chiquilin de Bachin